# Košťany (Vilémov)

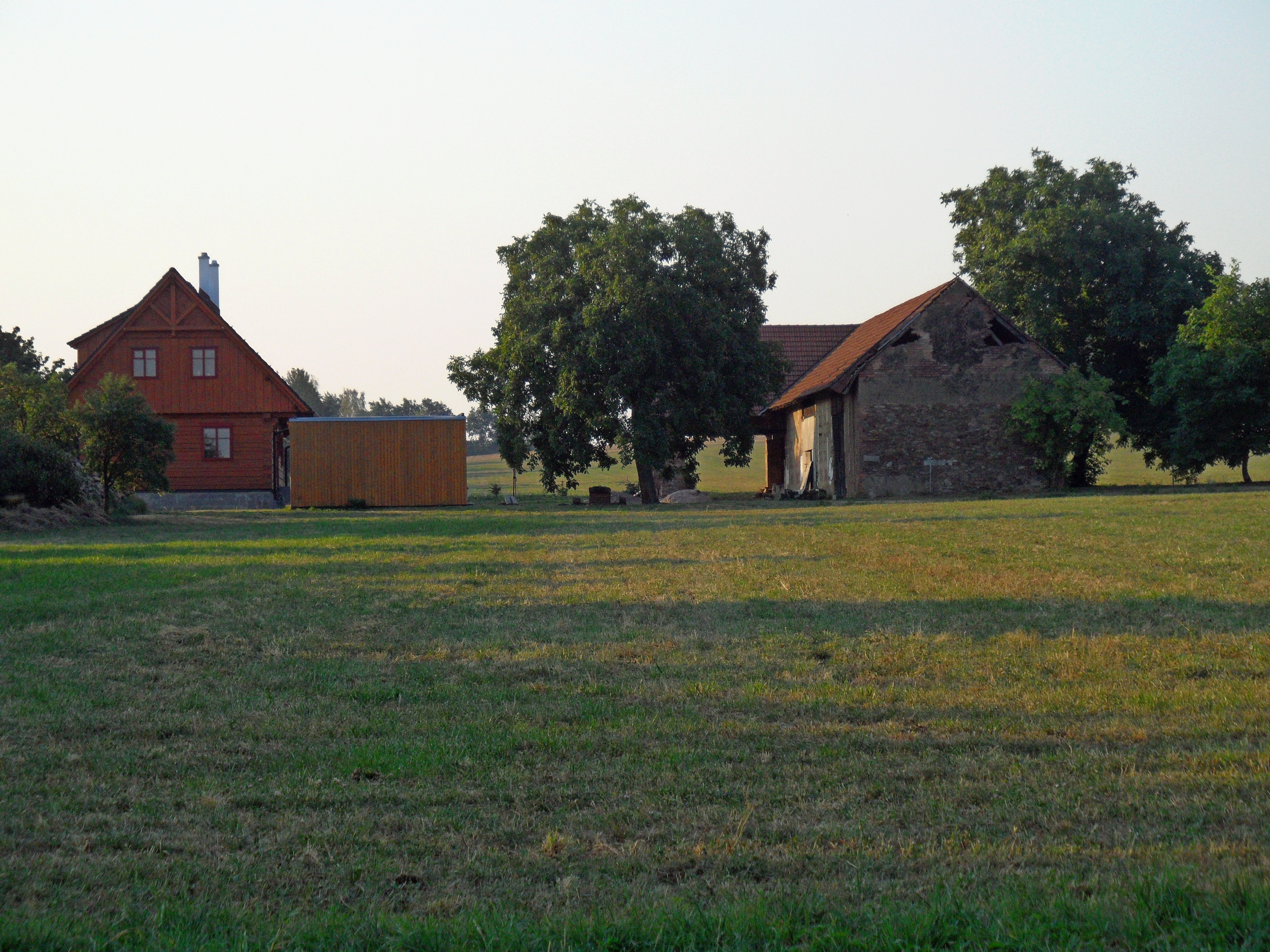
Gehöft

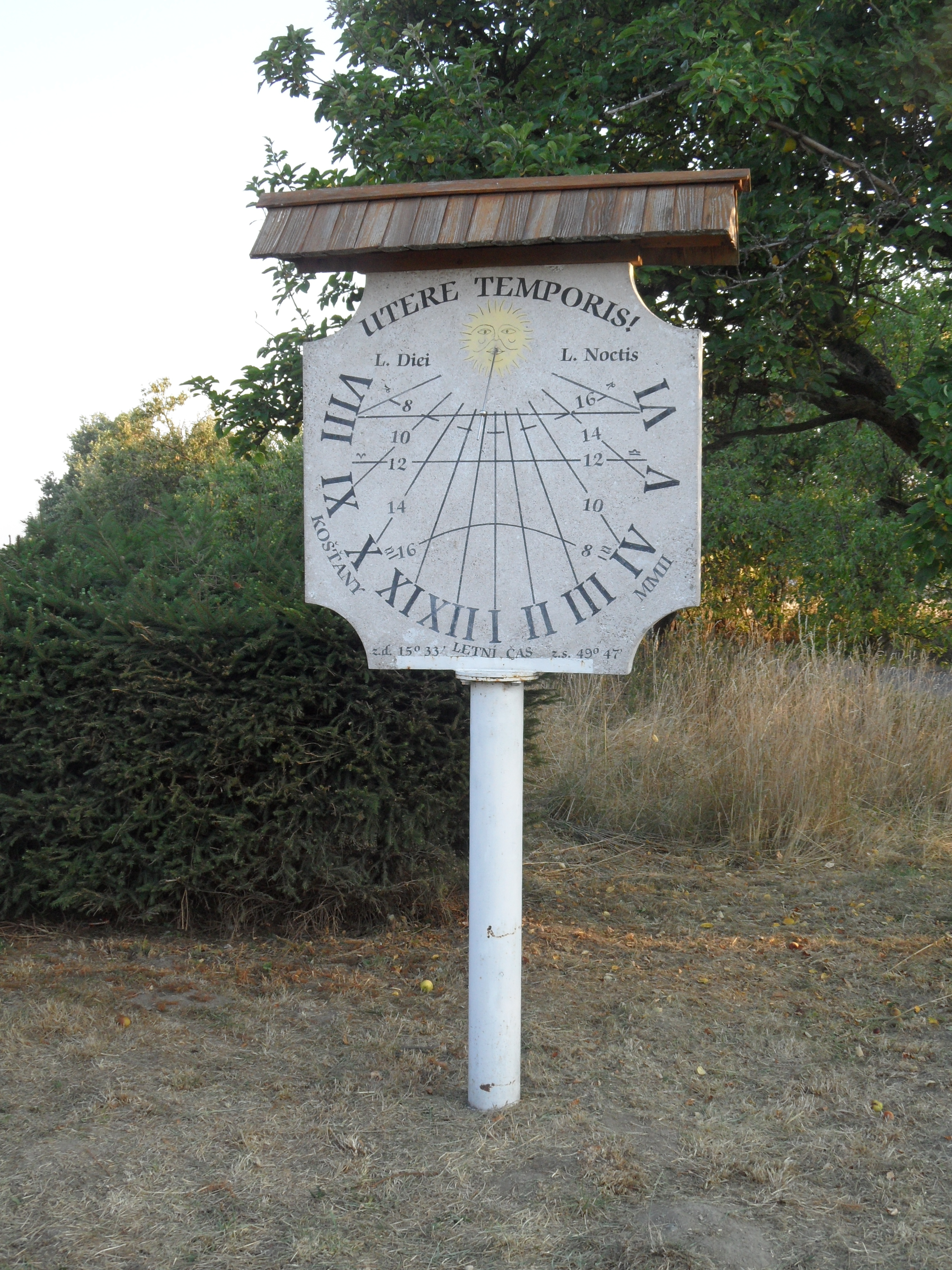
Sonnenuhr

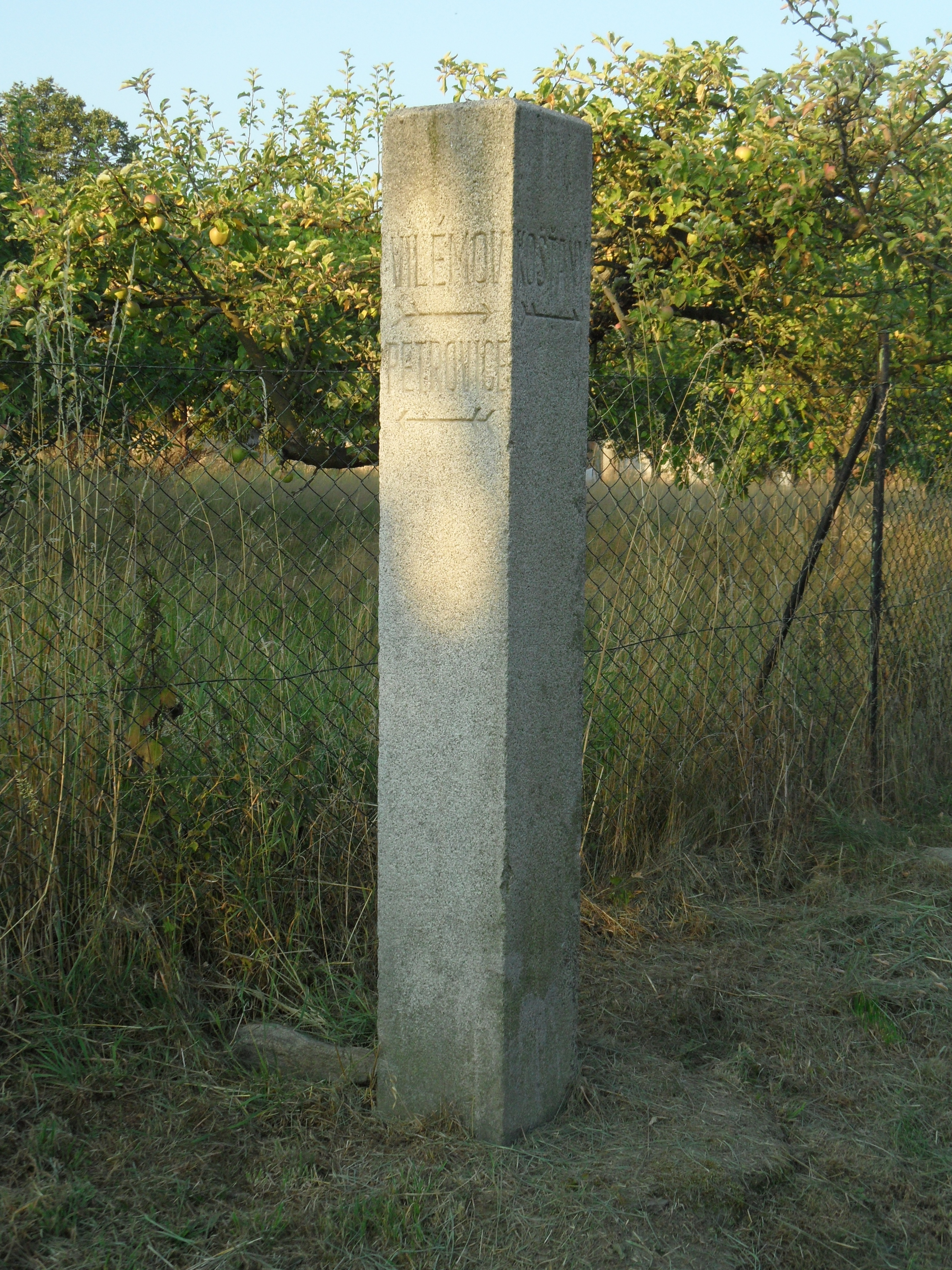
Wegweisersäule

Košťany (deutsch Koschtian) ist ein Ortsteil der Minderstadt Vilémov in Tschechien. Er liegt dreieinhalb Kilometer südlich von Vilémov und gehört zum Okres Havlíčkův Brod.

## Geographie
Košťany befindet sich in der Hornosázavská pahorkatina (Hügelland an der oberen Sázava) am Unterlauf des Baches Petrovický potok gegenüber dessen Einmündung in die Hostačovka. Südöstlich erhebt sich der Strážný vrch  (511 m n.m.).
Nachbarorte sind Vilémov und Ždánice im Norden, Kraborovice im Nordosten, Dálčice im Osten, Pukšice, Uhelná Příbram und Petrovice u Uhelné Příbramě im Südosten, Leškovice im Süden, Rybníček im Südwesten, Hostovlice im Westen sowie Klášter und Černá Pila im Nordwesten.

## Geschichte
Das Dorf gehörte ursprünglich zu den Gütern des Benediktinerklosters Wilmzell und gelangte nach den Hussitenkriegen an die Herren Trčka von Lípa. Die erste urkundliche Erwähnung von Chosstiany erfolgte im Jahre 1552, als Burian Trčka von Lípa das Dorf zusammen mit Leškovice, Rybníček, Vohančice, Zábělčice und Frýdnava an Marianne Robenhaupt von Soutice (Mariana Robmhápová ze Soutic) verkaufte, die daraus das Gut Zábělčice bildete. 1559 wurde der Kauf in der Landtafel eingetragen. 1566 verkaufte sie das Gut Zábělčice mit den sechs Dörfern für 2600 Schock Böhmische Groschen an Jiří Mnětický von Mnětice. Im Jahre 1580 erwarb Wenzel Robenhaupt von Sucha auf Seč das Gut Zábělčice mit den zugehörigen Dörfern erblich von König Rudolf II. Er kaufte im selben Jahr von Albrecht Slavata von Chlum und Koschumberg noch das Städtchen Jeníkov hinzu und vereinigte beide Güter.
Ab 1600 gehörte Kosstisstiany zur Feste Nové Vohančice. Als 1638 die Söhne des Georg Robenhaupt von Sucha  Nové Vohančice an  die Besitzerin von Jeníkov, Maria Magdalena von der Goltz verkauften, war Košťany schon nicht mehr Bestandteil des Gutes Nové Vohančice. Wahrscheinlich zu dieser Zeit dem Gut Příbram zugeschlagen worden. In der Mitte des 18. Jahrhunderts vereinigte Wenzel Peter Dobrženský von Dobrženitz die Güter Úhrov, Nejepín und Příbram.  1787 standen in Kosstisstian sieben Häuser. Da Wenzel Peter Dobrženský keine Nachkommen hatte, vererbte er seine drei Güter 1783 seinem Bruder Johann Joseph Dobrženský († 1796). Dessen Söhne teilten nach Erreichen der Volljährigkeit 1807 in einem Erbvergleich ihren Besitz: Johann Wenzel Dobrženský erhielt Dobřenice und Neděliště, sein Bruder Prokop Úhrov, Nejepín und Příbram. 1815 vererbte Prokop Dobrženský von Dobrženitz die Güter seinem Sohn Wenzel Peter.
Im Jahre 1840 bestand das im Caslauer Kreis gelegene Dorf Kosstisstan aus 12 Häusern, in denen 84 Personen lebten. Im Ort gab es ein Wirtshaus. Pfarrort war Kloster, der Amtssitz in Auhrow. Bis zur Mitte des 19. Jahrhunderts blieb Kosstisstan dem Gut Auhrow samt Přibram und Negepin untertänig.
Nach der Aufhebung der Patrimonialherrschaften bildete Košťan ab 1849 einen Ortsteil der Gemeinde Úhrov im Gerichtsbezirk Chotěboř. Ab 1868 gehörte der Ort zum Bezirk Chotěboř. 1869 hatte Košťan 83 Einwohner und bestand aus 14 Häusern. 1876 wurde in Kraborovice eine Dorfschule errichtet, die auch die Kinder aus Košťan besuchten. Im Jahre 1900 lebten in Košťan 77 Menschen, 1910 waren es 74. Im Jahre 1919 lösten sich Kraborovice, Košťan und Dálčice von Úhrov los und bildeten die Gemeinde Kraborovice. Seit 1924 wird Košťany als amtlicher Ortsname verwendet. 1930 hatte Košťany 65 Einwohner und bestand aus 15 Häusern. Seit der Gebietsreform von 1960 gehört das Dorf zum Okres Havlíčkův Brod. Am 1. Januar 1976 wurde Košťany nach Vilémov eingemeindet. Beim Zensus von 2001 lebten in den 11 Häusern des Dorfes 3 Personen. Heute besteht Košťany aus 12 Häusern, von denen keines mehr dauerhaft bewohnt wird.

## Ortsgliederung
Der Ortsteil Košťany ist Teil des Katastralbezirkes Dálčice.

## Sehenswürdigkeiten
- Wegweisersäule
- Glockenbaum auf dem Dorfplatz
- Sonnenuhr